# Arotrophora siniocosma
Arotrophora siniocosma es una especie de polilla de la familia Tortricidae. Se encuentra en Australia, donde se ha registrado en Queensland, Nueva Gales del Sur y Tasmania. El hábitat consiste en brezales costeros.
La envergadura es de aproximadamente 24 mm.
Las larvas se alimentan de Banksia marginata.